# Eunoe uniseriata
Eunoe uniseriata är en ringmaskart som beskrevs av Banse och Edward Hobson 1968. Eunoe uniseriata ingår i släktet Eunoe och familjen Polynoidae. Inga underarter finns listade i Catalogue of Life.